# Millardia meltada
Millardia meltada — вид гризунів з родини мишевих, поширений поширений на Індійському субконтиненті: Індія, Непал, Пакистан, Шрі-Ланка.

## Морфологічна характеристика
Довжина голови і тулуба від 107 до 154 мм, довжина хвоста від 92 до 136 мм, довжина лапи від 21 до 29 мм, довжина вух від 18 до 24 мм, вага до 55 грамів. Волосяний покрив щільний, тонкий і м'який. Верхня частина темно-коричнево-сірувата, по боках світліша. Черевні частини білі. Ноги білуваті. Вуха круглі, помірно великі, дрібно вкриті дрібними волосками. Хвіст коротший за голову і тіло, зверху темно-коричневий, знизу білий. Каріотип 2n = 50, FN = 57–58.

## Середовище проживання
Мешкає в сухих тропічних і субтропічних листяних лісах, тропічних луках, зрошуваних культурах до 2670 метрів над рівнем моря. Часто зустрічається в сільськогосподарських районах, струмках і кам’янистих пагорбах.

## Спосіб життя
Це нічний і рийний вид.